# بلوك (تخزين بيانات)
(بالإنجليزية: Block)‏ البلوك على وجه التحديد هو مجموعة من البيانات للنقل أو التخزين على وسائط التخزين ، في بعض الأحيان يسمى سجل مادي physical record وهو تسلسل من البايت أو البت يوجد بها مجموعة من السحلات المتسلسلة ذات طول محدد أو حجم للبلوك .
ويقال إن البيانات المحكومة بالتالي محجوبة. وتسمى عملية وضع البيانات في بلوكات حظر، في حين عكس البلوكات هي عملية استخراج البيانات من البلوكات. يتم تخزين البيانات المحظورة عادة في المخزن المؤقت للبيانات وقراءة أو كتابة بلوك كامل في وقت واحد. الحجب يقلل من النفقات العامة ويزيد من سرعة التعامل مع تدفق البيانات. بالنسبة لبعض الأجهزة مثل الشريط المغناطيسي والأقراص كد حجب الأجهزة يقلل من كمية التخزين الخارجية المطلوبة للبيانات. يتم استخدام الحجب عالميا تقريبا عند تخزين البيانات على الشريط المغناطيسي المسار 9، لذاكرة فلاش ناند، وتناوب وسائل الإعلام مثل الأقراص المرنة، والأقراص الصلبة، والأقراص البصرية.
وتستند معظم أنظمة الملفات على جهاز بلوك، وهو مستوى تجريد للأجهزة المسؤولة عن تخزين واسترجاع بلوكات محددة من البيانات، على الرغم من أن حجم الفدرة في أنظمة الملفات قد يكون مضاعفا لحجم الفدرة المادية. وهذا يؤدي إلى عدم كفاءة الفضاء بسبب التجزؤ الداخلي، حيث أن أطوال الملفات غالبا ما تكون غير صحيحة مضاعفات حجم البلوك، وبالتالي فإن آخر بلوك من الملف قد تبقى فارغة جزئيا. وهذا سيخلق مساحة فارغة. بعض أنظمة الملفات الأحدث، مثل بي تي آر إف إس  Btrfs و فري بي إس دي  FreeBSD UFS2، تحاول حل هذه المشكلة من خلال تقنيات تسمى بلوكات التخصيص الفرعي ودمج الذيل. أنظمة الملفات الأخرى مثل زي إف إس  ZFS دعم أحجام متغير البلوك.